# Звин
Звин (нидерл. Zwin) — природный заповедник на побережье Северного моря, на границе Бельгии и Нидерландов. Представляет собой бывший залив, сформированный приливным течением, который в средние века обеспечивал соединение города Брюгге с Северным морем.
Залив Звин первоначально сформировался в результате прорыва побережья Фландрии штормом в 1134 году, в результате чего образовался канал протяжённостью около 15 км, соединившийся через другие каналы с устьем Шельды далее к северо-востоку. Новый водный путь обеспечил выход к морю города Брюгге, который быстро стал одним из важнейших портовых городов средневековой Европы. Здесь образовались также более мелкие города. Однако с конца XIII века канал начал заиливаться и мелеть, в конечном итоге отрезав Брюгге от моря.
Нынешний заповедник был образован в 1952 году. Занимает 1,25 квадратного километра в Кнокке-Хейст, Бельгия и 0,33 квадратного километра в Слёйс, Нидерланды. Знаменит разнообразием флоры, устойчивой к засолению почвы, и морской лавандой. Он популярен также среди наблюдателей за птицами. Здесь есть небольшой зоопарк с местными птицами и расположено одно из немногих в Бельгии гнездовий белого аиста.